# Тир
Вижте пояснителната страница за други значения на Тир.
Тир (на арабски: صور, Ṣūr; на финикийски: , Ṣur; на иврит: צוֹר, Tzor - צר, Ṣōr; на акадски: 𒋗𒊒 Ṣurru; на гръцки: Τύρος, Týros; на турски: Sur; на латински: Tyrus, от финикийски 𐤑𐤅𐤓 «Цор» — скалист остров) е град в югозападен Ливан, административен център на района Тир в мухафаза Южен Ливан. Населението му е около 50 000 души.
Разположен е на брега на Средиземно море, на 70 km южно от столицата Бейрут и на 20 km северно от границата с Израел, като историческата част на града се намира на естествено защитен полуостров. Тир е основан около 2750 година пр.н.е. и през Античността е един от основните финикийски градове.